# Balística externa

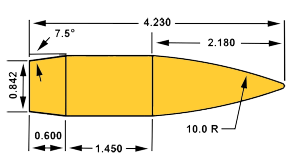
Formato de um projétil moderno.

A balística externa é o estudo das forças que actuam nos projécteis e correspondentes movimentos destes durante a sua travessia da atmosfera, desde que ficaram livres das influências dos gases do propulsante, até aos presumíveis choques com os seus alvos.

## Forças actuantes nos projécteis
As duas principais forças que actuam sobre os projécteis durante as suas viagens na atmosfera e valor relativo dessas forças, no caso dos projécteis modernos são
1. A força da gravidade ou atracção terrestre;
2. A resistência do ar aos seus movimentos, sendo que esta, para as balas e granadas de artilharia modernas pode ser considerada como tendo, grosso modo, um valor igual a 100 vezes o valor da atracção terrestre.

Analisando matematicamente a trajectória balística no vácuo, ela caracteriza-se por: ter a forma de uma parábola; o ângulo de queda é igual ao de projecção; velocidade de queda é igual à de projecção; tem alcance máximo para um ângulo de 45º. A realidade porém é bem diferente. Apesar de a atracção terrestre ser bastante similar à do vácuo, a força a ter em conta é a resistência do ar, que tem três componentes: a força de sucção provocada pelo vácuo na base do projéctil; uma componente de compressão sobre a ponta do projéctil, devida a uma compressão do ar naquela zona; uma componente de fricção do ar sobre as superfícies e protuberâncias laterais do projéctil. Para velocidades subsónicas do projéctil a componente de resistência mais importante é a de sucção, enquanto que para velocidades supersónicas a resistência por compressão é a mais importante. No ar, as principais características da trajectória são: tem a forma assimétrica em relação ao plano vertical e transversal que passa pelo vértice dessa trajectória;
tem uma velocidade de queda menor que a velocidade de projecção; tem um ângulo de queda maior que o ângulo de projecção; tem o alcance máximo sempre bastante menor do que seria a sua trajectória no vácuo com aquela velocidade inicial e ângulo de projecção; tem o alcance máximo para um ângulo de projecção sempre menor que 45º. Apesar disto, para projécteis com velocidades baixas (menor que 250 m/s) e suficientemente pesados a trajectória assemelha-se em muito à do vácuo.

## Resistência do ar
As leis da aerodinâmica impõem que a resistência do ar ao movimento de um projéctil seja igual à massa da coluna de ar deslocada por esse projéctil na unidade de tempo. Esse mesmo resultado é o indicado pela lei de Prandtl que diz que
Ra = Cr x ρ x V2 x d² / 8
Em que Cr é o coeficiente de resistência, ρ é a densidade do ar, V é a velocidade do projéctil e d é o seu calibre verdadeiro.
Qualquer que seja a forma do projéctil, o seu coeficiente de resistência tem um valor que variará com a velocidade, sendo porém que em todos os casos o valor de Cr será máximo para o valor da velocidade do som.

## Boat tail
Em geral, um projétil pontiagudo terá um melhor coeficiente de arrasto (Cd) ou coeficiente balístico (BC) do que uma bala de ponta redonda, e uma bala de ponta redonda terá um Cd ou BC melhor do que uma bala de ponta plana. Curvas de raio grande, resultando em um ângulo mais raso da ponta, produzirão arrasto mais baixo, particularmente em velocidades supersônicas. As balas de ponta oca se comportam de maneira muito semelhante a uma de ponta semi canto-vivo com o mesmo diâmetro. Balas projetados para uso supersônico geralmente têm uma base ligeiramente afunilada na parte traseira, chamada de boat tail ("popa de barco"), que reduz a resistência do ar em vôo. "Caneluras", que são sulcos rebaixados ao redor do projétil, usados para prendê-lo com segurança no estojo, causam um aumento no arrasto.
Um software analítico foi desenvolvido pelo Ballistic Research Laboratory - mais tarde chamado de Army Research Laboratory - que reduziu os dados reais do intervalo de teste a relações paramétricas para a previsão do coeficiente de arrasto do projétil. A artilharia de grande calibre também emprega mecanismos de redução de arrasto, além de simplificar a geometria. Projéteis assistidos por foguete empregam um pequeno motor de foguete que se inflama na saída do cano, fornecendo impulso adicional para superar o arrasto aerodinâmico. O auxílio de foguete é mais eficaz com projéteis de artilharia subsônica. Para artilharia supersônica de longo alcance, onde o arrasto da base do projétil domina, é empregado o chamado "base bleed" (diminuição do diâmetro da base do projétil). O "base bleed" é uma forma de gerador de gás que não fornece empuxo significativo, mas preenche a área de baixa pressão atrás do projétil com gás, reduzindo efetivamente o arrasto de base e o coeficiente geral de arrasto de projétil.

### Torpedo tail
A empresa Brenneke, lançou uma versão particular dessa implementação de bala com a parte traseira afunilada, a qual chamou de torpedo-tail ("Torpedo-Heck" em alemão).

## Deriva
Designa-se por deriva o desvio, para fora do plano vertical que contém a linha de projecção, sofrido pelos projécteis que são estabilizados giroscopicamente ou por rotação. Esse movimento, que resulta da "queda" constante dos projécteis e do facto de essa queda fazer com que o ar sob os projécteis fique a uma pressão superior à do ar sobre eles, será para a direita se o sentido do movimento de rotação do projéctil for, visto do lado da base, o dos ponteiros do relógio e vice-versa.
De modo semelhante, no caso dos projécteis estabilizados por rotação com uma rotação no sentido dos ponteiros do relógio quando vista do lado da base, um vento que sopre da direita para a esquerda deverá (para além de o deslocar para a esquerda) fazer o projéctil subir. E vice-versa para um vento que sopre da esquerda para a direita.

## Problema transônico
Um projétil disparado com velocidade de saída supersônica irá, em algum ponto, desacelerar para se aproximar da velocidade do som. Na região transônica (cerca de Mach 1,2–0,8), o centro de pressão (CP) da maioria dos projéteis não esféricos se desloca para a frente conforme o projétil desacelera. Essa mudança de CP afeta a estabilidade (dinâmica) do projétil. Se o projétil não estiver bem estabilizado, ele não pode permanecer apontando para a frente através da região transônica (o projétil começa a exibir uma precessão indesejada ou movimento cônico chamado guinada de ciclo limite que, se não for amortecido, pode eventualmente terminar em tombamento incontrolável ao longo do eixo do comprimento). No entanto, mesmo que o projétil tenha estabilidade suficiente (estática e dinâmica) para poder voar através da região transônica e permanecer apontando para frente, ele ainda é afetado. O deslocamento errático e repentino do CP e a diminuição (temporária) da estabilidade dinâmica podem causar dispersão significativa (e, portanto, queda significativa na precisão), mesmo se o vôo do projétil se tornar bem comportado novamente quando ele entrar na região subsônica. Isso torna muito difícil prever com precisão o comportamento balístico de projéteis na região transônica.
Por causa disso, os "marksman" normalmente se restringem a atacar alvos próximos o suficiente para que o projétil ainda seja supersônico.
Em 2015, o balístico americano Bryan Litz introduziu o conceito de "Longo Alcance Estendido" para definir o tiro de rifle em distâncias onde o tiro supersônico (rifle) as balas entram na região transônica. De acordo com Litz, o "Extended Long Range" começa sempre que a bala desacelera para seu alcance transônico. Conforme a bala desacelera para se aproximar de Mach 1, ela começa a encontrar efeitos transônicos, que são mais complexos e difíceis de explicar, em comparação com o alcance supersônico onde a bala é relativamente bem comportada".
A densidade do ar ambiente tem um efeito significativo na estabilidade dinâmica durante a transição transônica. Embora a densidade do ar ambiente seja um fator ambiental variável, os efeitos adversos da transição transônica podem ser negados melhor por um projétil viajando através de ar menos denso do que quando viaja através de ar mais denso. O comprimento do projétil ou da bala também afeta a guinada do ciclo limite. Projéteis mais longos experimentam mais guinadas de ciclo limite do que projéteis mais curtos do mesmo diâmetro. Outra característica do projeto do projétil que foi identificada como tendo um efeito no movimento de guinada do ciclo limite indesejado é o chanfro na base do projétil. Bem na base, ou "calcanhar" de um projétil ou bala, há um chanfro ou raio de 0,25 a 0,50 mm (0,01 a 0,02 pol.). A presença desse raio faz com que o projétil voe com ângulos de guinada de ciclo limite maiores. O estriamento também pode ter um efeito sutil na guinada do ciclo limite. Em geral, projéteis de giro mais rápido experimentam menos guinada de ciclo limite.

### Pesquisa em projéteis guiados
Para contornar os problemas transônicos encontrados por projéteis estabilizados por spin, os projéteis podem, teoricamente, ser guiados durante o vôo. O Sandia National Laboratories anunciou em janeiro de 2012 que pesquisou e testou protótipos de 4 polegadas (102 mm) de comprimento, balas autoguiadas para armas de pequeno calibre e de cano liso que poderiam atingir alvos designados a laser a distâncias de mais de uma milha (cerca de 1.610 metros ou 1760 jardas). Esses projéteis não são estabilizados por rotação e a trajetória de voo pode ser orientada dentro de limites com um atuador eletromagnético 30 vezes por segundo. Os pesquisadores também afirmam que têm um vídeo da bala lançando-se radicalmente ao sair do cano e lançando menos conforme ela voa para baixo, um fenômeno disputado conhecido por especialistas em armas de longo alcance como "going to sleep". Como os movimentos da bala se acomodam quanto mais tempo ela está em vôo, a precisão melhora em distâncias maiores, disse o pesquisador da Sandia Red Jones. “Ninguém nunca tinha visto isso, mas temos fotografias de vídeo de alta velocidade que mostram que é verdade”, disse ele. Testes recentes indicam que pode estar se aproximando ou já alcançou a capacidade operacional inicial.

## Efeitos dos ventos
Os efeitos dos ventos longitudinais são tais que:
- Um vento longitudinal que sopre de frente, ao fazer com que a velocidade relativa dos projécteis seja menor e com que eles levem mais tempo a chegar ao alvo e estejam portanto mais tempo sujeitos à acção da gravidade, fará com que eles venham a bater mais baixo;
- Por outro lado, um vento longitudinal que sopre de trás para a frente, ao fazer com que a velocidade relativa dos projécteis seja maior e com que eles levem menos tempo a chegar ao alvo e estejam portanto menos tempo sujeitos à acção da gravidade, fará com que eles venham a bater mais alto;
- Um vento lateral da esquerda ara a direita fará o projéctil deslocar-se para a direita;
- Um vento lateral da direita para a esquerda fará o projéctil deslocar-se para a esquerda.